# Liste von Höhlen in Europa
Dieser Artikel listet Höhlen in Europa auf.

## Albanien
- Arapi-Höhlen
- Butrint-Höhle
- Dafina-Höhle
- Shpella e Fshehur
- Shpella e Gajtanit
- Haxhi Ali-Höhle
- Hutit-Höhle
- Kabashi-Höhle
- Shpella e Kaurit
- Kokajve-Höhle
- Konispol-Höhle
- Shpella e Nezirit
- Pëllumbas-Höhle

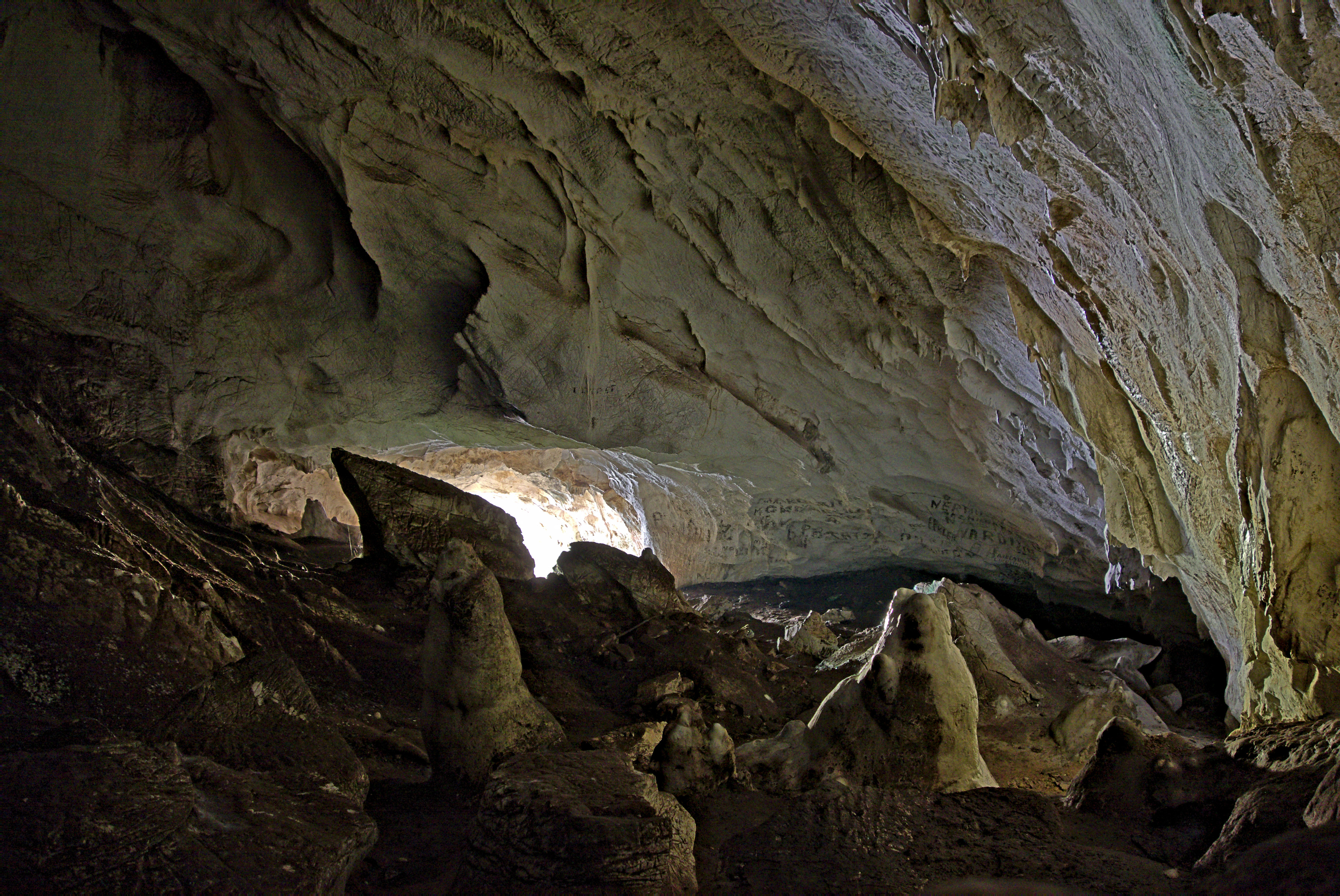
Pirogoshi-Höhle, Skrapar, Albanien

- Piraten-Höhle (Shpella e Pirateve)
- Shpella e Piro Goshit
- Pirogoshi-Höhle
- Plazhi më sphella (nahe dem Strand Gjipe)
- Sazan-Höhlen (Unterwasser)
- Tropfsteinhöhle "Shpella e Duke Gjonit"
- Tropfsteinhöhle "Shpella e Mirë"
- Peja-Höhle
- Plaka-Höhle
- Shpella e Senicës
- Shpella e Shkruar
- Shpella e Valit
- Shpella e Vanistrës
- Shpellat e Velçes
- Shën Vlashit-Höhle
- Shen Merisa-Höhle
- Skanderberg-Höhle
- Spila-Höhle (?)

## Belgien
- Grotte von Claminforge
- Grotte de Comblain
- Grotte de Floreffe
- Grottes des Fonds von Forêt
- Grottes de Goyet
- Grottes de Han-sur-Lesse
- Grotte de Hotton
- Grotte La Merveilleuse in Dinant
- Grotte de Lorette-Rochefort
- Grotte Margaux
- Grotte de Naulette
- Grottes du Pont d'Arcole in Hastière
- Grottes de Remouchamps
- Grotte Sainte-Anne in Tilff
- Grotte de Sclayn
- Schmerling-Höhlen
- Grotte de Spy
- Trou Magrite

## Bosnien und Herzegowina
- Bijambare-Höhle
- Hrustovačka-Höhle
- Vjetrenica-Höhle

## Bulgarien
- Ledenika
- Magura
- Sneschanka
- Utroba-Höhle

## Deutschland
Siehe: Liste von Höhlen in Deutschland

## Finnland
- Wolfshöhle (Sv:Varggrottan / Fi:Susiluola) in Ostbottnien

## Frankreich
- Abîme de Bramabiau
- Aven Armand
- Aven d’Orgnac
- Aven de l’Arquet
- Aven de la Leicasse
- Aven du Sotch de la Tride
- Aven Noir
- Borne aux Cassots
- Cuvée des Ours, Massiv de la Chartreuse
- Gouffre Berger - Gouffre de la Fromagere
- Gouffre de Cabrespine (lo Gaugnas)
- Gouffre de Padirac
- Gouffre de Poudry
- Grotte des Canalettes
- Gouffre Lonne-Peyret (Reseau des Arres Planeres)
- Gouffre Nebele
- Grotte d’Arphidia
- Grottes de Bétharram
- Grotte du Bief Paroux
- Grotte d'Enlène
- Grotte des Chamois, (de: Gemsenhöhle), 1600 Meter, Castellet-lès-Sausses, Département Alpes-de-Haute-Provence, Region Provence-Alpes-Côte d’Azur
- Grotte Chauvet
- Grotte de Choranche
- Grotte de Dargilan
- Grotte de Draye Blanche
- Grotte de Gournier
- Grotte Saint Marcel in der Ardèche
- Grotte de la Cigalere
- Grotte de la Diau
- Grotte de la Luire
- Grotte de Malatiere
- Grotte de Néron
- Grotte de Neuvon
- Grotte des Demoiselles
- Grotte Fourbanne
- Grotte Huchard
- Grotte de Lombrives
- Grotte Mandrin
- Grotte de Marzal
- Grotte de Pech Merle
- Grotte aux Points d’Aiguèze
- Höhlen von Savonnières
- Grotte Sarazin
- Grotte du Trou-Madame
- Grotte des Trois-Frères
- Grotte du Figuier (Saint-Martin-d’Ardèche)
- Grotte du Tuc d’Audoubert
- Cosquer-Höhle
- Höhle von Lascaux
- Höhle von Rouffignac
- La Marche
- Perte de Massar
- Reseau Andre Lachambre (Grotte d’Embulla)
- Reseau de Bunant
- Reseau de Coufin-Chevaline
- Reseau de Francheville
- Reseau de Fuilla - Canalettes
- Reseau de la Couze (Correze)
- Reseau de l’Alpe
- Reseau de la Dent de Crolles
- Reseau de Malissard
- Reseau Felix Trombe / Henne-Morte
- Systeme du Granier
- Reseau du Rupt du Puits
- Reseau du Verneau
- Reseau Fanges - Paradet
- Reseau Jean Bernard
- Reseau Superieur du clos d’Aspres
- Systeme Biolles - Squelettes - Crolleurs
- Systeme de Foussoubie
- Systeme Prerouge - Litorne
- Tanne aux Cochons - Tanne Froide
- Trou du Garde / Creux de la Cavale
- Trou du Vent, Dordogne, 10.800 Meter längste Höhle der Dordogne
- Trou qui souffle (Das Pfeifende Loch) bei Vercors

## Griechenland
- Diros Höhle bei Areopoli in Lakonien
- Perama-Höhle bei Ioannina
- Theopetra-Höhle bei Meteora
- Petralona-Höhle auf der Halbinsel Chalkidiki
- Melissani Höhle auf Kefalonia
- Große Labyrinth-Höhle auf Kreta
- Höhle von Psychro auf Kreta
- Kastania-Höhle in Lakonien auf dem Peloponnes
- Drakos-Selinitsa-System auf dem Peloponnes, Halbinsel Mani
- Höhle der Seen bei Kalavrita
- Höhle von Aggiti in Prosotsani bei Drama

## Großbritannien
- Dan yr Ogof
- Easegill System
- Gaping Gill System
- Gorham-Höhle (Gibraltar)
- Kingsdale Cave System
- Ogof Agen Allwedd
- Ogof Craig A Ffynnon in Wales
- Ogof Draenen in Südwales
- Ogof Ffynnon Ddu im Swansea Valley in Südwales
- Ogog y Daren Cilau
- Peak/Speedwell System

## Irland
- Aillwee Cave
- Crag Cave
- Dunmore Cave
- Poulnagollum

## Island
- Íshellir
- Grjótagjá und Stóragjá
- Kalmannshellir
- Eishöhle im Gletscher Kverkjökull
- Lofthellir
- Raufarhólshellir
- Stefánshellir
- Surtshellir
- Viðgelmir

## Italien
In Italien sind 21.000 Höhlen bekannt.
- Abgrund von Bueno Fonteno, nahe Fonteno und Iseosee
- Buca di Equi in der Toskana
- Buso de la Rana
- Complesso del Foran del Muss
- Complesso del Monte Corchia in der Toskana, Apuanische Alpen
- Complesso di Piaggia Bella
- Complesso Fiume-Vento
- El Bus della Spia in Trentino
- Fornitori-Stoppani
- Grotta della Bigonda
- Grotta della Ghiacciaia in Venetien
- Grotte di Frasassi in den Marken
- Grotta di Monte Cucco
- Grotta Gigante im Friaul
- Grotta del Vento in der Toskana, Apuanische Alpen
- Grotta di Borgio Verezzi in Ligurien
- Grotta di Bossea im Piemont
- Grotta di Lamalunga in Apulien
- Grotta de Nadale in Venetien
- Grotta dei Dossi im Piemont
- Grotta del Caudano im Piemont
- Grotta del Caviglione in Ligurien
- Grotta di Nettuno auf Sardinien am Capo Caccia
- Grotta di Pertosa in Kampanien
- Grotta della Pietrosa in Palmi
- Grotta di Su Mannau auf Sardinien
- Grotte Is Zuddas auf Sardinien
- Grotta su Coloru auf Sardinien in der Region Gallura
- Grotta su marmuri auf Sardinien
- Grotta Zinzulusa in Apulien
- Grotta di Santa Croce in Apulien
- Grotte di Castellana in Apulien
- Grotte di Pignarelle in Palmi
- Grotte di Toirano in Ligurien
- Omber en Banda al Bus del Zel
- Sistema Carsico Della Cod.(Su Spiria-Su Palu)
- Sistema Su Bentu - Sa Oche
- Su Sterru auf Sardinien

## Kosovo
- Grykes se madhe
- Shpella e Brrutit
- Shpella e Kusarit
- Shpella e Radavcit
- Shpella e Malësorit
- Shpella e Gollstenës
- Shpella Nekovc
- Shpella e Lladrovcit
- Shpella e Galicës
- Shpella e G. së Rugoves
- Tropfsteinhöhle Gadime

## Kroatien
- Baraćeve špilje bei Rakovica
- Batluska jama bei Milotski Breg in der Gemeinde Gračišće
- Biserujka špilja bei Rudineauf in der Gemeinde Dobrinj der Insel Krk
- Cerovačke pećine bei Graćac
- Festinsko Kraljevstvo (deutsch Königreichhöhle bei Feštini) bei Feštini in der Gemeinde Žminj
- Filaria (deutsch Höhle bei Kortinari) bei Kortinari in der Gemeinde Grožnjan
- Grgosova špilja bei Samobor
- Grotte del Volcano bei Čepić in der Gemeinde Oprtalj
- Jama Kosići (deutsch Schacht bei Kosici) bei Debeljuhi in der Gemeinde Žminj
- Jama Stancije Grgotin bei Stancije Grgotin in der Gemeinde Tar-Vabriga
- Jama Baredine (deutsch Höhle auf dem Brachfeld) bei Poreč
- Kita Gaćešina - Draženova puhaljka (Höhlensystem) bei Gračac
- Jazovka bei Sopote bei Sošice
- Jugovski potok (Deutsch Ponor Butori) bei Pašudija in der Gemeinde Oprtalj
- Juranska pećina bei Jurani in der Gemeinde Pićan
- Lokvarska špilja bei Lokve
- Lukina jama im Velebitmassiv
- Manita peć im Nationalpark Paklenica
- Modra špilja (deutsch Glaue Grotte) bei Mezuporat auf der Insel Biševo
- Mramornica (deutsch Marmorhöhle) bei Druškovići in der Gemeinde Brtonigla
- Nakovana špilja bei Orebić auf der Halbinsel Pelješac
- Pacinska jama bei Pazin
- Bašarinka pećina bei Bašarinka in der Gemeinde Poreč
- Orici pećina (deutsch Höhle bei Orici) bei Orič in der Gemeinde Pićan
- Piscovica pećina bei Gologorica in der Gemeinde Cerovlje
- Vergotino pećine bei Stancije Grgotin in der Gemeinde Tar-Vabriga
- Piratenhöhle bei Kloštar in der Gemeinde Vrsar
- Grgorinčići ponor bei Roč in der Gemeinde Buzet
- Kobiljak ponor bei Burići in der Gemeinde Buje
- Marušići ponor bei Marušići in der Gemeinde Buje
- Romualdova špilja (deutsch Romualdo-Höhle) bei Bubani in der Gemeinde Kanfanar
- Baderna špilja bei Baderna in der Gemeinde Poreč
- Šipun špilja bei Cavtat
- Đulin ponor - Medvedica (Höhlensystem)
- Tribanska jama bei Triban in der Gemeinde Buje
- Veternica bei Zagreb
- Vindija špilja bei Varaždin
- Vranjača nahe Split
- Vrelo bei Fuzine
- Vrljačka pećina bei Medančići in der Gemeinde Barban
- Vrlovka nahe Ozalj
- Zarečki krov bei Pazin

## Luxemburg
- Bitzmachinn, bei Mersch
- Däiwelslach, bei Kopstal
- Grotte des Celtes (deutsch Keltenhöhle), bei Müllerthal
- Grotte Sainte-Barbe, bei Berdorf
- Grotte de la Vierge, bei Berdorf
- Grotte Saint-Jean (deutsch Johanneshöhle), bei Berdorf
- Grotte Saint-Matthieu, bei Berdorf
- Huellee (Heullay, Scheier), bei Mersch
- Jimanopo, bei Mersch
- Kelsbaach, bei Wormeldingen
- Millesteng, bei Mersch
- Néngishiel (Grotte de la Salamandre, Kleng Barbe), bei Berdorf
- Norbernard (Petite Fleur), bei Mersch
- Salles Grégoire, bei Mersch
- Schlaufelslach (Grotte de Wasserbillig), bei Mertert
- Schlëf, bei Mersch

## Republik Moldau (Moldawien)
- Emil Racoviţâ Höhle - grenzüberschreitende Gipshöhle, in der Ukraine Zoluschka

## Montenegro
- Cetinjska pećina, Cetinje
- Dögös barlang, Lovćen
- Duboki do, Lovćen
- Džupanska pećina, Berane
- Grbočica, Virpazar
- Jama na Vjetrenim brdima, Žabljak
- Jama u Crkvenom dolu, Nikšić
- Jama u Majstorima, Lovćen
- Jama u Malom Lomnom dolu, Žabljak
- Jama u Pribatovom dolu, Nikšić
- Jamski sistem u Obrucinama, Žabljak
- Lipska pećina, Cetinje
- Njegoš pećina, Lovćen
- Pećina nad Vražjim Firovima, Bijelo polje
- Samo Lepo, Žabljak
- Začirska pećina, Cetinje

## Norwegen
- Grønligrotta, Mo i Rana
- Kirkhelleren, Træna
- Kollhellaren, Moskenes
- Mikaelshulen, Skien
- Setergrotta, Mo i Rana
- Skjonghelleren
- Tjoarvekrajgge

## Österreich
- Siehe auch: Liste der Schauhöhlen in Österreich

Den gelisteten Höhlen ist das Bundesland nachgestellt: B, K, N, O, S, St, T, V, W. Alphabetisch, falls in mehreren.
- Ahnenschacht im Gemeindegebiet von Ebensee, O
- Allander Tropfsteinhöhle, Schauhöhle, nahe Heiligenkreuz, N
- Altherrenlabyrinth, S
- Almberg Höhlensystem im Toten Gebirge bei Grundlsee, St
- Bärenhöhle bei Reuthe im Bregenzerwald, V
- Bergerhöhle, S (siehe Cosanostra... ?)
- Bleikogelhöhle (Hedwigshöhle), S
- Brunnenhöhle, N
- Burgunderschacht
- Buschgrube bei Krems, N
- Cosanostraloch-Berger-Platteneck-Höhlensystem, S
- Dachstein-Mammuthöhle bei Obertraun, O
- Dachstein-Rieseneishöhle bei Obertraun, O
- Das trockene Loch, N
- Dellerklapfhöhle
- DÖF-Sonnenleiter-Höhlensystem, St
- Drachenhöhle bei Mixnitz, St
- Dreidärrischenhöhle im Gemeindegebiet von Gaaden, N
- Eggerloch bei Warmbad-Judendorf, Villach, K
- Einhornhöhle, Schauhöhle bei Dreistetten, N
- Einödhöhle bei Pfaffstätten
- Eisensteinhöhle, Schauhöhle bei Bad Fischau/Brunn, N
- Eiskogelhöhle bei Werfenweng, S
- Eisriesenwelt bei Werfen, S
- Entrische Kirche bei Klammstein im Gasteinertal, S
- Feichtner-Schachthöhle, S
- Feuertalsystem im Gemeindegebiet von Ebensee O
- Höhlen in der Flatzer Wand, N
- Frauenmauerhöhle (Frauenmauer-Langstein Höhlensystem) Durchgangshöhle bei Eisenerz, St
- Frauenofen, Tennengebirge, S
- Gamslöcher-Kolowrat-Höhlensystem, S
- Gasselhöhle, Schauhöhle bei Ebensee, Salzkammergut, O
- Gipfelloch, Tennengebirge, S
- Grasslhöhle bei Weiz, St
- Griffener Tropfsteinhöhle bei Griffen, K
- Grießkar Höhlensystem
- Gruberhornhöhle im Göllstock S
- Grubstein-Westwandhöhle, St
- Gudenushöhle im Kremstal, N
- Grutred-Höhlensystem im Göllstock, S
- Hedwigshöhle
- Herbsthöhle (Mäanderhöhle), S
- Hermannshöhle, Schauhöhle bei Kirchberg am Wechsel, N
- Hirlatzhöhle, O
- Hochkarschacht, Schauhöhle bei Göstling an der Ybbs, N
- Hochleckengroßhöhle, O
- Hochscharten, S
- Hohlur (Hallourhöhle)
- Holde Höhle
- Hundalm-Eishöhle, T
- Hüttstatthöhle, St
- Interessante Höhle, Hagengebirge, S
- Jack-Daniel’s-Höhle im Tennengebirge, S
- Jägerbrunntroghöhle (...-Höhlensystem), S
- Jubiläumsschacht, S
- Karrenschacht
- Katerloch bei Weiz, St
- Klarahöhle, O
- Kolkbläser-Monsterhöhle-System im Steinernen Meer, S
- Kolowratshöhle im Untersberg, S
- Koppenbrüllerhöhle bei Obertraun, O
- Kraushöhle bei Gams, St?
- Kuchlbergalmschacht (Kuchlberg-Höhlensystem), S
- Kühloch bei Bad Ischl, O
- Lamprechtsofen (Lamprechtshöhle) bei Lofer, S
- Lieglloch bei Tauplitz, St
- Loferer Schacht (Lofererschacht) bei Lofer, S
- Lurgrotte zwischen Peggau und Semriach, St
- Mäanderhöhle (Niederösterreich), N
- Mäanderhöhle (Vorarlberg), V
- Mittehöhle P-D27, S
- Myralucke im Unterberg (Gutensteiner Alpen) bei Pernitz, St?
- Nervensystemhöhle, O + St
- Nixhöhle, Schauhöhle bei Frankenfels, N
- Obir-Tropfsteinhöhlen im Hochobir, K
- Ochsenhalthöhle im Toten Gebirge, O
- Ötscher-Tropfsteinhöhle (Ötscherhöhlensystem), Schauhöhle bei Gaming, N
- Räuberhöhle (Spital am Semmering), St/N?
- Räuberhöhle (Mollramer Wald), N
- Repolusthöhle bei Peggau, St
- Rettenwandhöhle bei Kapfenberg, St
- Höhle in Roten Steinen, Hagengebirge, S
- Salzofenhöhle im Toten Gebirge bei Grundlsee, St
- Schartenschacht, S
- Scheukofen, S
- Schlenken-Durchgangshöhle in Salzburg, S
- Schneckenlochhöhle bei Schönenbach/Bregenzerwald, V
- Schneeloch, S
- Schindelkogelschacht bei Mariazell, St
- Schnee-Maria-Höhle S
- Schönberg-Höhlensystem, O + St
- Schwarzloch im Gerhardstein bei Lofer, S
- Schwarzmooskogel-Höhlensystem im Loser Plateau bei Altaussee, St
- Schwer Höhlensystem, S
- Spannagelhöhle bei Hintertux, T
- Steinbockschacht im Rauchtal, Hochschwabgebiet, St
- Steinbrückenhöhle im Loser Plateau bei Altaussee, St
- Stiller Schacht
- Südwandhöhle im Dachstein, St
- Tantalhöhle, auch: Tanntalhöhle, S
- Thorhöhle, S
- Traungoldhöhle im Loser Plateau bei Altaussee, St?
- Trübbachhöhle bei der Laguzalpe Marul im Großen Walsertal, V
- Trunkenboldschacht im Gemeindegebiet von Ebensee, O
- Warwas-Glatzen Höhlensystem, St>!-- https://www.tt.com/artikel/13618743/warwas-glatzen-hoehlensystem-10-7-km-lang-und-765-meter-tief -->
- Windlöcher (Windlöcher-Klingertalschacht) im Untersberg bei der Klingeralm, S

## Polen
Siehe: Liste von Höhlen in Polen

## Portugal
Siehe: Liste von Höhlen auf den Azoren
- Abri da Solhapa
- Abris von Regato das Bouças
- Algar do Carvão
- Gruta da Aroeira
- Gruta do Escoural
- Grutas da Moeda
- Höhle von Salemas

## Russland
- Achschtyr-Höhle in Sotschi, Region Krasnodar
- Gorlo Barloga, Karatschai-Tscherkessien
- Kungurer Eishöhle in Kungur, Region Perm
- Salawathöhle, Baschkortostan
- Siganowka, Baschkortostan
- Woronzower Höhle in Sotschi, Region Krasnodar

## Schweden
- Hoverbergsgrottan bei Berg in Jämtland
- Korallgrottan bei Ankarvattnet in Jämtland

## Schweiz
In der Schweiz wurden bis heute um die 8.000 Höhleneingänge erforscht und katalogisiert.
- A2 (Loubenegg)
- Acqua del Pavone
- Ahöreli
- Apollohöhle
- Baume de Longeaigue
- Bawanglihöhle
- Bärenschacht
- Bättlerloch
- Bettenhöhle, Gesamtlänge 30.022 m, Höhenunterschied 804 m
- Grotte du Bichon
- Botchenhöhle
- Böllen-Höhlen-System
- Brandloch
- Bruderloch (Wenslingen)
- Creux d’Entier
- Creux-Genat
- Dreckiges Paradies
- Edisloch
- Eiskeller
- El Böcc at Pilat
- Fikenloch I
- Fitzlischacht
- Frutthöhle M2
- G65 Schrattenfluh
- Gäsihöhle
- Geltenbachhöhle
- Glacière de Druchaux
- Gouffre Cathy G55
- Gouffre Cernil Ladame
- Gouffre de la Cascade
- Gouffre de la Pleine Lune
- Gouffre de Longirod
- Gouffre de Pertuis
- Gouffre des Diablotins
- Gouffre des Excentriques
- Gouffre du Grand Cor
- Gouffre du Grêlon Fumant
- Gouffre du Petit-Pré
- Gouffre Faisoifici
- Gouffre No.5 du Lapi di Bou
- Grande Chaudière d’Enfer
- Grotte aux Fées
- Grotte de l'Orbe
- Grotte de la Cascade, auch: Grotte de Môtiers
- Grotte de la Crête de Vaas
- Grotte de Milandre
- Grotte des Pingouins
- Grotte du Glacier (Naye)
- Grotte du Protoconule
- Grotte inférieure du Theusseret
- Gütschtobelhöhle
- Haglätschhöhle
- Häliloch
- Hohgantloch
- Höhle am Bietstock
- Höllgrotten
- Hölloch, Gesamtlänge über 200 km, Höhenunterschied 939 m, zweitlängstes Höhlensystem in Europa
- Hugoschacht
- Knochenloch
- JCB-Höhle H6 (Siebenhengste)
- K2 (Hohgant)
- Kaltbachhöhle
- Kesslerloch
- Klufthöhle Hasliberg
- Köbelishöhle
- Kreuzloch
- Kristallhöhle Kobelwald
- Lachenstockhöhle
- Lac Souterrain de Saint-Léonard, grösster natürlicher unterirdische See in Europa
- Lauiloch
- Lochbachhöhle
- M3 (Oberländer)
- Milchbachhöhlen
- Milchbalmhöhle
- Eishöhle von Monlési, Höhle mit unterirdischem Gletscher
- Muschelloch
- Muttseehöhle
- Nasulecherhöhle
- Neotektonikhöhle
- Neuenburgerhöhle
- Neumond Schacht
- Nidlenloch
- No.126 (JYM5), Charetalp
- Obere Seehöhle
- P155 (Schrattenfluh)
- P164 (Schrattenfluh)
- Plattenhöhle
- Pumpernickel-Schacht
- Réseau de Covatannaz
- Réseau de la Combe du Bryon
- Réseau de la Pernon-Cascade
- Réseau des Grottes aux Fées
- Réseau des Lagopèdes
- Réseau des Morteys
- Réseau des Topomasos
- Réseau du Folliu
- Réseau du Poteux
- Réseau Epaule-Alfredo
- Réseau Michel Gallice
- Réseau Stéphane
- Rinquelle
- Rossstockhöhle
- Schildchrott
- Schrattenhöhle, Gesamtlänge 19'645 Meter, Höhenunterschied 573 m
- Seichbergloch
- Selun-Höhlensystem
- Siebenhengste-Hohgant-Höhle
- Sihlhöhle+Heuloch
- Silberendom
- Silberensystem
- St. Beatus-Höhlen
- St. Orestloch
- Sternenhöhle
- Steinbockhöhle
- Taubenloch-Höhle
- Taufhöhle D10.6
- Trou des Vents
- Trou Mark, Gopital
- Vorab-Höhle
- Warzensystem
- Wildenmannlisloch
- Wildkirchli
- Windloch (Klöntal)
- Zappeleschrund

## Serbien
- Bogovinska pećina, Bogovina, Gemeinde Boljevac
- Buronov ponor, Donji Milanovac
- Cerjanska pećina, Niš
- Drenjarski sistem, Brza Palanka
- Dragov ponor, Valjevo
- Faca Šora, Donji Milanovac
- Ibrin ponor, Donji Milanovac
- Jama na Dubašnici, Zlot
- Jama na Velikom Igrištu, Čestobrodica
- Jama u Laništu, Donji Milanovac
- Lazareva pećina, Zlot
- Nemački ponor, Tekija
- Rajkova pećina, Majdanpek
- Rakin ponor, Donji Milanovac
- Samar (Höhle), Svrljig
- Tisova jama, Žagubica
- Ušački pećinski sistem, Sjenica
- Velika pećina, Kučevo

## Slowakei
In der Slowakei wurden bis heute über 400 Höhlen erforscht. Folgende davon sind öffentlich zugänglich:
Höhlen, die zum UNESCO-Weltnaturerbe gehören:
- Dobšinská ľadová jaskyňa (deutsch Dobschauer Eishöhle)
- Domica-Höhle
- Gombasecká jaskyňa (deutsch Gombasecker Höhle)
- Jasovská jaskyňa (deutsch Jossauer Höhle)
- Ochtinská aragonitová jaskyňa (deutsch Ochtinaer Aragonithöhle)

Andere sehenswerte Höhlen:
- Belianska jaskyňa (deutsch Belaer Höhle)
- Bojnická hradná jaskyňa (deutsch Weinitzer Burghöhle)
- Brestovská jaskyňa (deutsch Höhle von Brestová)
- Demänovská jaskyňa Slobody (deutsch Demänovaer Tropfsteinhöhle (der Freiheit))
- Demänovská ľadová jaskyňa (deutsch Demänovaer Eishöhle)
- Driny-Höhle
- Bystrianska jaskyňa (deutsch Bystraer Höhle)
- Harmanecká jaskyňa (deutsch Harmanecer Höhle)
- Krásnohorská jaskyňa
- Jaskyňa mŕtvych netopierov (deutsch Höhle der toten Fledermäuse)
- Važecká jaskyňa (deutsch Važecer Tropfsteinhöhle)
- Zlá diera (deutsch Schlechtes Loch)

## Slowenien
- Betalov Spodmol zwischen Zagon und Veliki Otok in der Gemeinde Postojna
- Divaška jama bei Divača
- Höhle Dimnice bei Markovščina und Slivje, Gemeinde Hrpelje-Kozina
- Divje babe (deutsch Wilde Weiber) bei Šebrelje in der Gemeinde Cerkno
- Velika ledena jama v Paradani (deutsch Große Eishöhle bei Paradana) bei Paradana in der Gemeinde Ajdovščina
- Höhlen von Postojna bei Postojna
  - Planinska Jama (deutsch Planina-Höhle), ein Teil des Postojna-Höhlensystems
  - Postojna Jama (deutsch Adelsberger Grotte), ein Teil des Postojna-Höhlensystems
  - Pivka Jama (deutsch Poikhöhle, Pivkahöhle), ein Teil des Postojna-Höhlensystems
  - Črna Jama (deutsch Schwarze Höhle), ein Teil des Postojna-Höhlensystems
  - Magdalena Jama (deutsch Magdalenenhöhle), ein Teil des Postojna-Höhlensystems
  - Otoska Jama (deutsch Höhle von Otok), ein Teil des Postojna-Höhlensystems
- Erazmova Jama (deutsch Erasmushöhle) bei Postojna (Zugang über die Höhlenburg Lueg)
- Škocjanske jame (deutsch Höhlen von St. Kanzian) bei Matavun in der Gemeinde Divača
- Jama Pekel (deutsch Höhle von Pekel = Hölle) bei Grče in der Gemeinde Žalec
- Križna jama (deutsch Kreuzberghöhle) bei Bloška Polica in der Gemeinde Cerknica
- Migovec System bei Tolmin
- Jama Vilenica bei Predvasnice in der Gemeinde Sežana
- Potočka zijavka bei Podolševa in der Gemeinde Solčava

## Spanien
- Höhle von Altamira
- Cova del Valle mit mehr als 40 km
- Coves d’Artà auf Mallorca in der Nähe von Artà
- Complejo Atxuriaga (Complex)
- Cuevas de Campanet auf Mallorca im Nordwesten zwischen Inca und Alcúdia
- Cueva de Coímbre
- Cueva de Covalanas
- Cueva de los Ángeles
- Cueva de los Casares
- Cueva de los Chorros
- Cueva de los Goros
- Cueva de los Moros (Burgos)
- Es Culleram (Ibiza)
- Coves del Drac - Tropfsteinhöhle mit großem unterirdischem See bei Porto Cristo*+
- Garmaciega (100 km) bei Soba (Kantabrien)
- Cuevas de Gènova auf Mallorca nahe Palma
- Coves dels Hams Tropfsteinhöhle auf Mallorca bei Porto Cristo
- Cueva del Hoyo Salcedillo
- Cueva de la Lastrilla
- Cuevas de Nerja bei Málaga
- Cova des Pas de Vallgornera
- Cueva de la Pileta bei Benaoján
- Pozo Azul, 18000 Meter, Covanera, Burgos
- Cueva del Valle (Red Del Silencio)
- Red de Toneyo
- Cueva de Rescano - Torca de la Luna Llena
- Cueva del Tesoro bei Málaga
- Cueva de Tito Bustillo in Ribadesella, Asturien
- Cueva la Vallina (VT.100)
- Cueva de los Verdes auf Lanzarote, Lavahöhle
- Cueva del Viento — Cueva del Sobrado (Lava Tube)
- Sistema del Alto Tejuelo
- Sistema de Anielarra
- Sistema Aranonera
- Sistema Azpilicueta-Coteron-Renada (Sistema de la Vega)
- Sistema de las Bernias
- Sistema de los Cuatro Valles
- Sistema de Cubija (North Vega System)
- Sistema Cueto-Coventosa-Cubera
- Sistema del Hayal de Ponata
- Sistema del Hoyon de Saco (Sistema del Hoyo Grande)
- Sistema Lecherines
- Sistema del Mortillano
- Sistema de Ojo Guarena
- Sistema Tibia-Fresca
- Torca de los Corrales del Trillo (Sistema Pena del Trillo-La Tramasquera)

## Tschechien
- System Amatérské jeskyně in CHKO Moravský kras (Mährischer Karst)
- Jeskyně Balcarka in Mährischer Karst
- Bozkovské dolomitové jeskyně in Krkonošský kras
- Chýnovská jeskyně in Chejnower Karst
- Javoříčské jeskyně in Javoříčský kras
- Kateřinská jeskyně in Mährischer Karst
- Koněpruské jeskyně in Český kras
- Mladečské jeskyně in Mladečský kras
- Jeskyně na Pomezí in Jesenický kras
- Jeskyně Na Špičáku (deutsch Spitzsteinhöhle) in Jesenický kras
- Jeskyně na Turoldu in Jihomoravský kras
- Punkevní jeskyně (deutsch Punkwahöhlen) in Mährischer Karst
- Sloupsko-šošůvské jeskyně in Mährischer Karst
- Zbrašovské aragonitové jeskyně in Hranický kras

## Ukraine
- Kristalnaja
- Mlinki
- Optymistytschna Petschera, Oblast Ternopil, (Podolien)
- Oserna Petschera, Oblast Ternopil (Podolien)
- Osernaja
- Soluschka oder Zoluschka, grenzüberschreitende Gipshöhle, in Moldawien: Emil Racoviţâ Höhle

## Ungarn
- Baradla
- Höhlen im Bükk-Gebirge, auch mit Höhlenthermalbad
- Istállós-kő-Höhle
- Jankovich-Höhle
- Öreg-kő